# Bobby Jones (Basketballspieler, 1984)
Bobby Ray Jones Jr. (* 9. Januar 1984 in Compton, Kalifornien) ist ein US-amerikanischer Basketballspieler.

## Spielerkarriere
Jones spielte vier Jahre für die University of Washington. In 125 Spielen erzielte er durchschnittlich 9,8 Punkte und 4,9 Rebounds. Nach der Saison 2005/06 wurde er mit einer All Pacific-10 Honorable Mention geehrt. Seine 1.226 Karrierepunkte für Washington rangieren auf dem 20. Platz der Schulbestenliste. Zusätzlich belegt er den vierten Platz bei den Steals (134).
Jones wurde ursprünglich im NBA-Draft 2006 an 37. Stelle von den Minnesota Timberwolves ausgewählt. Die Rechte an ihm wurden allerdings von den Timberwolves an die Philadelphia 76ers abgegeben (im Tausch für einen Zweitrunden-Draftpick für den NBA-Draft 2007), für die er dann in der Saison 2006/07 in der NBA spielte. Kurzzeitig wurde er in die NBA D-League zu den Fort Worth Flyers geschickt.
Am 10. September 2007 wurde Jones zusammen mit Steven Hunter an die Denver Nuggets abgegeben. Im Gegenzug erhielt Philadelphia Reggie Evans und die Draftrechte an Ricky Sanchez. Am 7. Januar 2008 wurde Jones von den Nuggets entlassen.
Nach diversen 10-Tages-Verträgen in der NBA (Memphis Grizzlies, Houston Rockets, Miami Heat, San Antonio Spurs) und einiger Zeit in der D-League bei den Sioux Falls Skyforce, bekam Jones am 11. April erneut einen Vertrag bei den Denver Nuggets, für die er die Saison 2007/08 begann.
Zur Saison 2009/2010 wechselte er nach Europa zu Teramo Basket. Seitdem spielte er für verschiedene Vereine in Italien.